# Léda et le Cygne (Galerie Borghèse)
Pour les articles homonymes, voir Léda et le Cygne.
Leda et le Cygne est une peinture a tempera sur panneau (112 × 86 cm) d'un peintre léonardesque, probablement Cesare da Sesto, datable de 1510-1520 environ. Elle est conservée à la Galerie Borghèse de Rome, et est une copie de la Léda (perdue) de Léonard de Vinci. 

## Description et style
La représentation présente une Léda sensuelle embrassée par un cygne, métamorphose de l'amoureux Jupiter. L'intérêt pour les mythes antiques est typique des humanistes de la Renaissance italienne. 
Aux pieds de la femme, les deux œufs desquels seraient nés, selon certaines versions du mythe, les sœurs Hélène et Clytemnestre et les frères jumeaux Dioscures Castor et Pollux. Le fond, riche en paysages et en architectures (parmi lesquels, au fond à gauche, des ruines antiques témoignant de la fascination pour l’ancien) est estompé avec la perspective aérienne. Le point d'eau que l'on voit en fond est le fleuve de l'Eurotas, où l'union de Léda et du cygne a eu lieu.